# Amsteldiep
Het Amsteldiep was een stroomgeul en zeegat in de Kop van Noord-Holland. Oorspronkelijk vormde het de overgang tussen de Waddenzee en de Zuiderzee. Het Amsteldiep was tevens de scheiding tussen het vasteland van Noord-Holland en het eiland Wieringen. Het overgebleven gedeelte van het Amsteldiep wordt nog steeds gebruikt als vaargeul.
De stroomgeul liep over in De Meere, daar waar sinds 1930 de polder Wieringermeer is gelegen, dat zelf onderdeel was van de Zuiderzee. De geul was door de eeuwenlange werking van getijdenstromen relatief diep, zeker in vergelijking met de rest van de Waddenzee en De Meere.
Tussen Van Ewijcksluis en Wieringen voer tussen 1912 en 1934 een veerboot, die aansloot op de tramlijn Van Ewijcksluis - Schagen. De lijn werd geopend op vrijdag 1 maart 1912 en was de eerste twaalf jaar vrij succesvol. Daarna kwam er langzaam de klad in, en op 31 december 1934 werd de laatste rit gereden.
In 1924 werd een deel van het Amsteldiep samen met het Ulkediep afgesloten door middel van een dijk. Deze Amsteldiepdijk ligt tussen Van Ewijcksluis en Wieringen en heeft ertoe geleid dat een deel van het Amsteldiep een meer werd; het huidige Amstelmeer. Door de aanleg van de dijk is Wieringen geen eiland meer.
De dijk wordt ook wel de Kleine Afsluitdijk alsook Korte Afsluitdijk genoemd, dit omdat de dijk de test was voor de grote Afsluitdijk die later werd aangelegd tussen de provincies Noord-Holland en Friesland. De ingenieurs staken er veel van op. Door de zachte grond verschoof het dijklichaam en werd de onderlaag er zijwaarts uitgeperst. Aan de kant van het Amstelmeer is dat nog goed te zien: langs de dijk ligt een natuurgebied dat "de verzakking" heet. De Kleine Afsluitdijk is verder van belang omdat hier voor het eerst keileem werd toegepast als bouwgrond in dijken.

## Amsteldieppolders
De landbouwstatistiek van 1912 onderscheidde het landbouwgebied (Hollandse) Noordoostpolders, dat in 1957 werd omgedoopt tot Amsteldieppolders. Hiertoe behoorden de Wieringerwaard en Anna Paulownapolder.